# Ігмаське сільське поселення
Ігма́ське сільське поселення (рос. Игмасское сельское поселение) — сільське поселення у складі Нюксенського району Вологодської області Росії.
Адміністративний центр — селище Ігмас.

## Населення
Населення сільського поселення становить 556 осіб (2019; 761 у 2010, 996 у 2002).

## Історія
Станом на 2002 рік існувала Ігмаська сільська рада (присілки Ігмас, Кирилово, Піски, селища Васильєво, Зимняк, Ігмас, Ілезка). 2004 року селище Ілезка передано до складу Бабушкінського району. 2006 року сільрада була перетворена у сільське поселення.
2020 року було ліквідовано присілок Ігмас.

## Склад
До складу сільського поселення входять:
| Населений пункт     | Населення, осіб (2002) | Населення, осіб (2010) |
| ------------------- | ---------------------- | ---------------------- |
| Васильєво, селище   | 23                     | 3                      |
| Зимняк, селище      | 1                      | 0                      |
| Ігмас, присілок     | 0                      | 0                      |
| Ігмас, селище       | 866                    | 693                    |
| Кириллово, присілок | 5                      | 3                      |
| Піски, присілок     | 101                    | 62                     |